# 遠藤璃菜
遠藤璃菜（2005年10月4日—），日本女演員。隸屬於THEATRE ACADEMY旗下。

## 人物
- 2012年開始擔任東京都恩賜上野動物園上野熊貓大使的隊長[2]。

## 演出作品

### 電視劇
- 大河劇 天地人 第29回、第30回（2009年7月19日、26日、NHK）：飾 阿松（幼少）
- 桂千鶴診察日錄 第10話（2010年11月6日、NHK）
- 收集群風（2011年2月11日、NHK）：飾 浦上杏奈（6歲）
- 檢事·朝日奈耀子10 醫師&檢事～擁有兩種臉孔的女子！（2011年2月12日、朝日電視台）
- 唐吉訶德 最終話（2011年9月24日、日本電視台）：飾 村上香
- 蝴蝶小姐～最後的武士之女（2011年11月19日、26日、NHK）：飾 千代
- 妄想搜查～桑潟幸一副教授的時尚生活 第3話（2012年2月5日、朝日電視台）
- 女三代 如月法律事務所 第1話（2012年2月29日、東京電視台）
- 我是代理人！晴子的事件推理（2012年8月18日、朝日電視台）：飾 吉村彩乃（幼少）
- Piece（2012年10月6日－12月29日、日本電視台）：飾 須賀水帆（幼少）
- 電視劇10 單親媽媽（2012年10月23日－12月11日、NHK）：飾 木島綾乃（少女期）
- 書店員美智留的遭遇 第3話（2013年1月22日、NHK）
- dinner 第4話（2013年2月3日、富士電視台）：飾 葉月（幼少）
- GI DREAM (2013年2月2日、BS富士）：飾 森杏里（幼少） 役
- Premium Drama 神之船 第1話（2013年3月10日、NHK BS Premium）：飾 草子（幼少）
- 伯父和孫女的愛情物語（2013年3月27日、東京電視台）：飾 小林步美
- 白衣之淚 第二部「慈命」（2013年4月29日－5月31日、富士電視台）：飾 汐見紗耶
- 潔子爛漫 第32話－第39話（2013年10月15日－22日、富士電視台）：飾 二宮桃
- 刑警的目光 第9話（2013年12月2日、TBS電視台）：飾 田中結
- 稍微、輕鬆一點吧。（2014年1月29日、NHK BS Premium）：飾 紗耶
- 賠償金律師 第8話（2014年2月27日、讀賣電視台）：飾 坂上由奈
- 週六電視劇 芙蓉之人〜富士山頂之妻（2014年7月26日－9月6日、NHK）：飾 千代子（少女）
- 土曜夜間電視劇 福原警部5（2014年9月20日、朝日電視台）：飾 根岸繪里（幼少）
- 週六Premium 呼喚東京奧運之男（2014年10月11日、富士電視台）：飾 和田葛瑞斯美彌子（幼少）
- 五星級旅行社〜最佳旅遊會引導你！！〜 第2話（2015年1月15日、讀賣電視台）：飾 大澤穗乃香
- 邊緣集合株式會社 第3話 - （2015年2月14日、NHK）：飾 景山的女兒
- 偵探中的偵探 第1話（2015年7月9日、富士電視台）：飾 怜奈（幼少）
- 歡迎光臨本飯店 第5話（2015年8月4日、TBS）：飾 北林菜月
- 週三九點推理劇場 邪魔（2015年9月2日、東京電視台）：飾 及川香織
- 圖書館戰爭 BOOK OF MEMORIES（2015年10月5日、TBS）：飾 毬江（少女期）
- 週一黃金時段 檢察事務官 黑百合 (2016年2月22日、TBS）：飾 瞳（少女期）

### 電影
- 雷櫻（2010年）：飾 律
- 安達盧西亞：女神的報復（2011年）：飾 新堂琉花
- 我的意外爸爸（2013年）

### 舞台
- LegendaryIII（2013年）
- 放浪記（劇作品）（2015年）

### 電視動畫
2014年
- 元氣囝仔（久保田陽菜）[3]

2016年
- 旅街晚間秀 第三夜「夏祭」[4]（由香里）
- 制約之絆（明日香）
- 天真與閃電（犬塚紬希）[5]

2017年
- 清戀（園兒）
- 雛子的筆記（千秋〈幼少〉）

2018年
- 軒轅劍·蒼之曜（龍涓）

2021年
- RE-MAIN（清水明日海）

2023年
- 鄰人似銀河（久我町[6]）
- 全力兔[7]

2024年
- 青之驅魔師 島根啓明結社篇（神木月雲）

### 劇場版動畫
2013年
- 某人的目光（岡村綾）「新海誠 短篇動畫」

2016年
- 遊戲王 THE DARK SIDE OF DIMENSIONS（賽拉〈少女期〉）役

2018年
- 溫泉屋小女將（秋野美陽）

2021年
- Princess Principal Crown Handler 第2章（梅阿麗）

2023年
- Princess Principal Crown Handler 第3章（梅阿麗）

2025年
- Princess Principal Crown Handler 第4章（梅阿麗[8]）

### 遊戲
- 碧藍幻想 （ドロッセル）

## 外部連結
- 事務所官方簡歷（日語）